# 키시 페테르

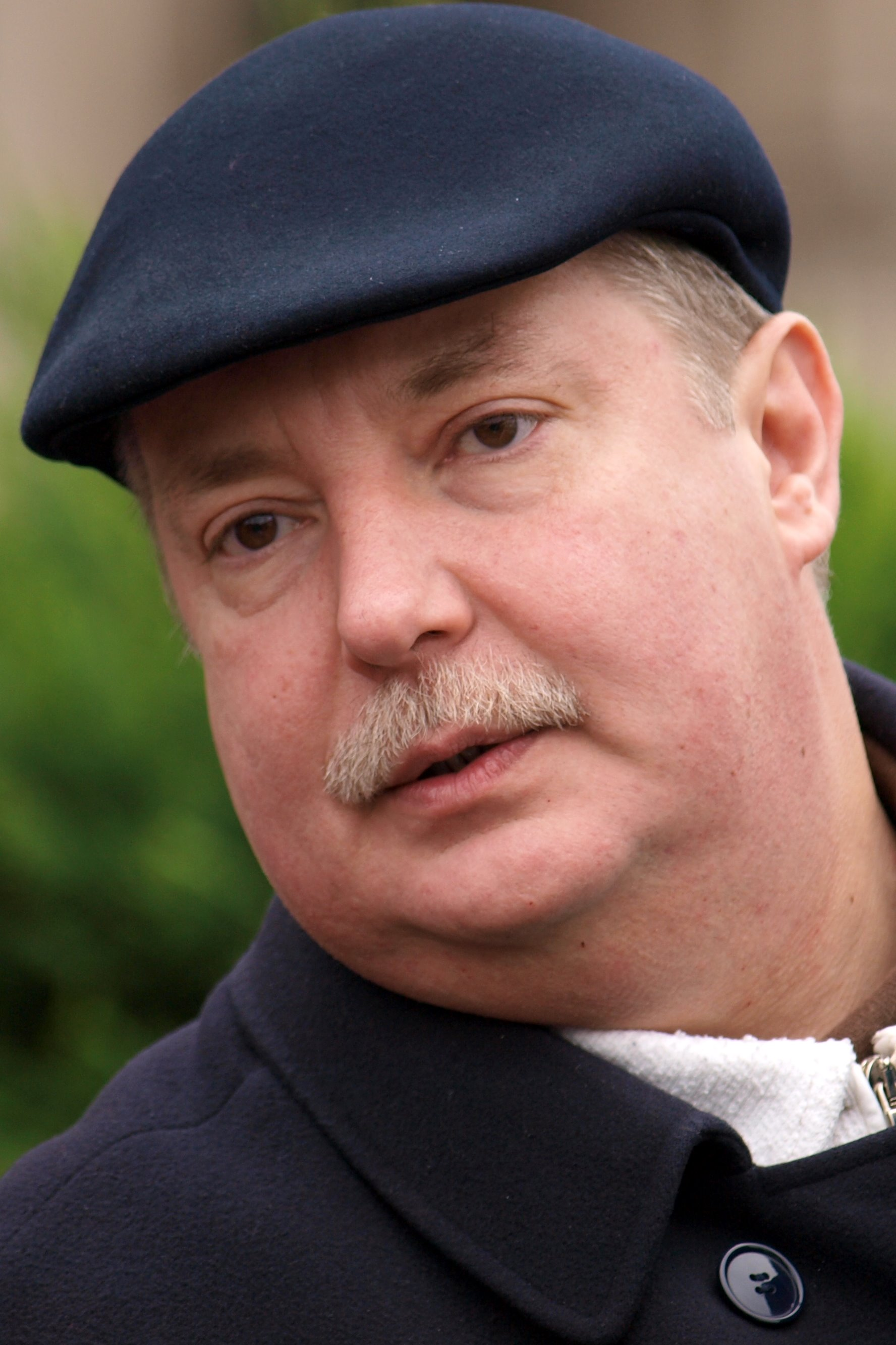
키시 페테르

키시 페테르(헝가리어: Kiss Péter, 1959년 6월 11일 ~ 2014년 7월 29일)는 헝가리의 사회주의 정치인이다. 2004년 당시 헝가리의 총리를 역임하고 있던 메드제시 페테르의 유력한 후계자로 떠올랐으나 주르차니 페렌츠에 밀려 낙마했다. 2006년부터 2007년까지 사회노동부 장관을 지냈다.
2014년 7월 29일 지병으로 타계했으며, 유해는 부다페스트에 안장되었다.